# Акбастау (Жанааркинський район)
Акбаста́у (каз. Ақбастау) — село у складі Жанааркинського району Улитауської області Казахстану. Входить до складу Єралієвського сільського округу.
Населення — 134 особи (2021; 168 у 2009, 145 у 1999, 164 у 1989).
Національний склад станом на 1989 рік:
- казахи — 100 %.